# Ivanščica
Ivanščica eller Ivančica (udtale: |iʋǎnʃʈ͡ʂit͡sa|) er et bjerg i distriktet Varaždin i det nordlige Kroatien. Den højeste top er den eponyme Ivanščica der er 1.059 moh.
Floderne Bednja, Lonja, Krapina og Veliki potok har deres udspring, og løber gennem området.
Den 16. marts 1983, kl. 13:52:52, var Ivanščica epicentret for et meget kraftigt (MCS VII) jordskælv.